# USS Buffalo (SSN-715)
| USS Buffalo (SSN-715)      | USS Buffalo (SSN-715)     | USS Buffalo (SSN-715)     |
| -------------------------- | ------------------------- | ------------------------- |
| USS Buffalo (SSN-715)      |                           |                           |
|                            |                           |                           |
|                            |                           |                           |
| Спуск на воду              | 8 травня 1982 року        | 8 травня 1982 року        |
| Виведений зі складу флоту  | 30 січня 2019 року        | 30 січня 2019 року        |
| Сучасний статус            | Очікує на утилізацію      | Очікує на утилізацію      |
| Проєкт                     |                           |                           |
| Тип ПЧ                     | USS                       | USS                       |
| Основні характеристики     |                           |                           |
| Швидкість (надводна)       | 20 вузлів                 | 20 вузлів                 |
| Швидкість (підводна)       | 20 вузлів                 | 20 вузлів                 |
| Робоча глибина занурення   | 240 метрів                | 240 метрів                |
| Гранична глибина занурення | 450 метри                 | 450 метри                 |
| Екіпаж                     | 12 офіцерів, 98 матросів  | 12 офіцерів, 98 матросів  |
| Розміри                    |                           |                           |
| Довжина найбільша (по КВЛ) | 110 метрів                | 110 метрів                |
| Ширина корпусу найб.       | 10 метрів                 | 10 метрів                 |
| Середня осадка (по КВЛ)    | 9,4 метра                 | 9,4 метра                 |
| Водотоннажність надводна   | 5771 тонн                 | 5771 тонн                 |
| Озброєння                  |                           |                           |
| Торпедно- мінне озброєння  | 4х533-мм торпедні апарати | 4х533-мм торпедні апарати |

«Баффало» (англ. USS Buffalo (SSN-715)) — багатоцільовий атомний підводний човен, є 25-тим в серії з 62 підводних човнів типу «Лос-Анджелес», побудованих для ВМС США. Він став третім кораблем ВМС США, названим на честь міста Ба́ффало другим за чисельністю населення містом штату Нью-Йорк. Призначений для боротьби з підводними човнами і надводними кораблями противника, а також для ведення розвідувальних дій, спеціальних операцій, перекидання спецпідрозділів, нанесення ударів, мінування, пошуково-рятувальних операцій.
Контракт на будівництво субмарини був присуджений 23 лютого 1976 року компанії Newport News Shipbuilding, сухий док якої розташований в Ньюпорт-Ньюс, штат Вірджинія. Церемонія закладання кіля відбулася 25 січня 1980 року. Спущений на воду 8 травня 1982 року. Хрещеною матір'ю стала Джоанн Кемп. Введений в експлуатацію 5 листопада 1983 року в Норфолку, штат Вірджинія. Порт приписки Перл-Харбор, Гаваї. З липня 2007 року порт приписки військово-морська база Гуам. З 18 січня 2013 року порт приписки Перл-Гарбор, Гаваї.
Човен було виведено з експлуатації 30 січня 2019 року після 35 років служби.